# Hamilton Tiger-Cats
Los Hamilton Tiger-Cats es un equipo profesional de fútbol canadiense con sede en la ciudad de Hamilton, en la provincia de Ontario, Canadá. Actualmente son miembros de la División Este de la Canadian Football League (CFL). Disputan sus partidos en casa en el Tim Hortons Field desde 2014. Han conseguido ganar la Grey Cup de la liga en ocho oportunidades, la más reciente en 1999.

## Historia de la franquicia
Fueron fundados en 1869 como el Hamilton Football Club (apodados "Tigers"). En 1950, los Tigers se fusionaron con los advenedizos Hamilton Wildcats de la ciudad y adoptaron el sobrenombre de "Tiger-Cats".
Desde la fusión de 1950, el equipo ha ganado el campeonato de la Copa Grey ocho veces, la más reciente en 1999. El Hamilton Tiger-Cats Football Club también reconoce todas las Copas Grey ganadas por equipos con base en Hamilton como parte de su historia, lo que llevaría su total de victorias a 15 (los Hamilton Tigers con cinco, los Hamilton Flying Wildcats con uno y las Hamilton Alerts también con uno). Sin embargo, la CFL no reconoce estas victorias en una franquicia, sino como las franquicias individuales que las ganaron. Si se incluye su linaje histórico, los clubes de fútbol de Hamilton ganaron campeonatos de liga en cada década del siglo XX.
En sus primeros cuarenta años de existencia, los Tiger-Cats se clasificaron para los playoffs en todos menos tres de esos años y ganaron siete campeonatos de la Copa Grey. Son uno de los seis equipos de la era moderna en ganar la Copa Grey en casa y fueron los primeros en lograrlo cuando lo hicieron en 1972. Sin embargo, desde 1990, se han perdido los playoffs en once ocasiones y solo han ganado una Copa Grey en 1999 (tienen la sequía de Copa Grey más larga de los equipos actuales de la División Este y de toda la CFL). Su momento más bajo llegó cuando perdieron 17 de 18 juegos disputados durante la temporada 2003, récord negativo en la CFL. La franquicia ha comenzado a volver a la prominencia después de clasificarse para la postemporada en ocho de los 10 años de la década de 2010, incluidas las apariciones en las Copa grises 101 , 102 y 107 perdiendo las 3 ocasiones.

## Palmarés
Campeonatos de la Grey Cup: 8 — 1953, 1957, 1963, 1965, 1967, 1972, 1986, 1999
Campeones de la División Este: 21 —  1953, 1957, 1958, 1959, 1961, 1962, 1963, 1964, 1965, 1967, 1972, 1980, 1984, 1985, 1986, 1989, 1998, 1999, 2013, 2014, 2019

## Estadios utilizados
- Ivor Wynne Stadium (1950–2012)
- Alumni Stadium (Guelph) (2013)
- Tim Hortons Field (desde 2014)

## Victorias en la Grey Cup
| No | Año  | Equipo ganador      | Resultado | Equipo perdedor          | Estadio            | Ciudad    | Asistencia |
| -- | ---- | ------------------- | --------- | ------------------------ | ------------------ | --------- | ---------- |
| 1. | 1953 | Hamilton Tiger-Cats | 12–6      | Winnipeg Blue Bombers    | Varsity Stadium    | Toronto   | 27,313     |
| 2. | 1957 | Hamilton Tiger-Cats | 32–7      | Winnipeg Blue Bombers    | Varsity Stadium    | Toronto   | 27,425     |
| 3. | 1963 | Hamilton Tiger-Cats | 21–10     | BC Lions                 | Empire Stadium     | Vancouver | 36,465     |
| 4. | 1965 | Hamilton Tiger-Cats | 22–16     | Winnipeg Blue Bombers    | CNE Stadium        | Toronto   | 32,655     |
| 5. | 1967 | Hamilton Tiger-Cats | 24–1      | Saskatchewan Roughriders | Lansdowne Park     | Ottawa    | 31,407     |
| 6. | 1972 | Hamilton Tiger-Cats | 13–10     | Saskatchewan Roughriders | Ivor Wynne Stadium | Hamilton  | 35,950     |
| 7. | 1986 | Hamilton Tiger-Cats | 39–15     | Edmonton Eskimos         | BC Place           | Vancouver | 59,579     |
| 8. | 1999 | Hamilton Tiger-Cats | 32–21     | Calgary Stampeders       | BC Place           | Vancouver | 45,118     |